# Oisy, Nord
Oisy är en kommun i departementet Nord i regionen Hauts-de-France i norra Frankrike. Kommunen ligger i kantonen Valenciennes-Sud som tillhör arrondissementet Valenciennes. År 2022 hade Oisy 695 invånare.

## Befolkningsutveckling
Antalet invånare i kommunen Oisy
| Referens: INSEE |